# لوتوس اروپا

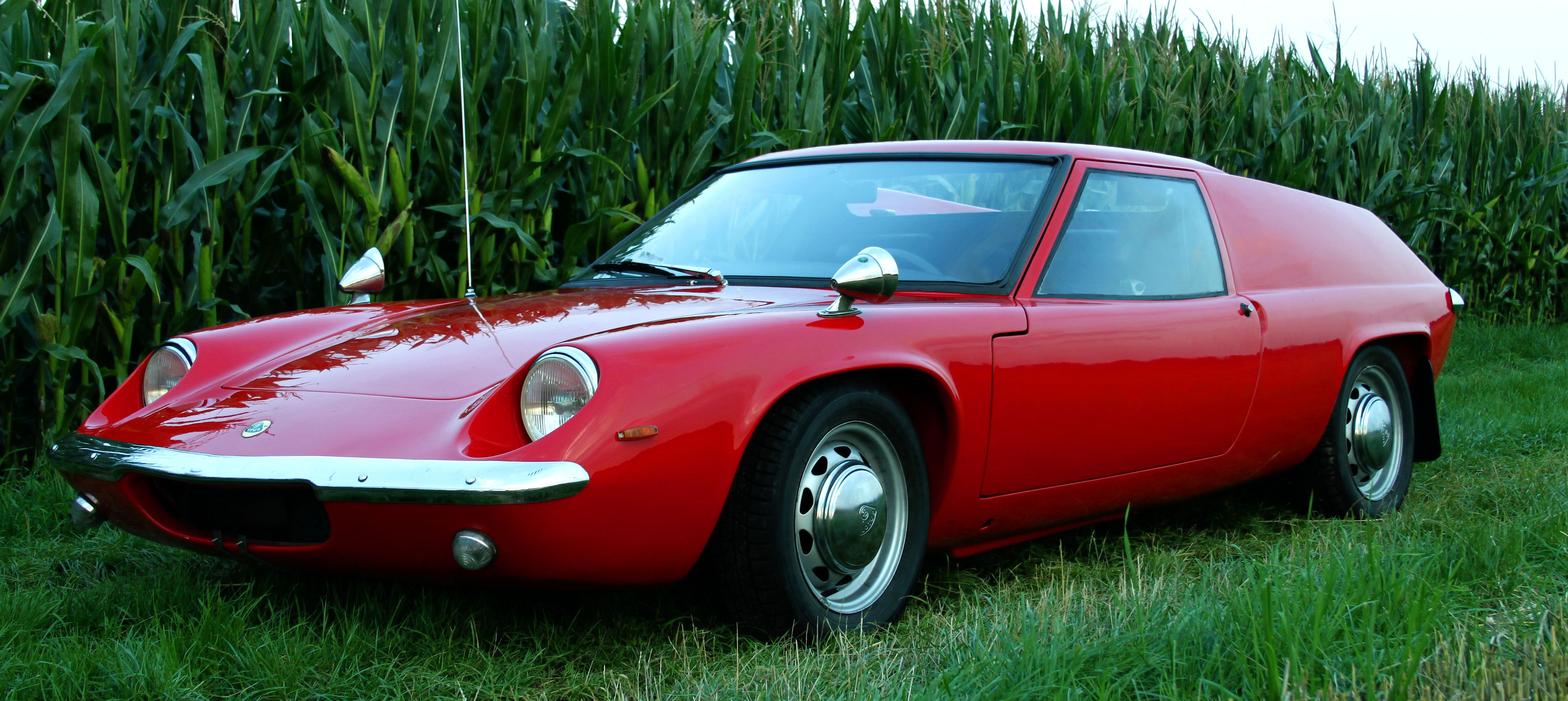

لوتوس اروپا (Lotus Europa) خودرویی است که در سال‌های ۱۹۶۶ تا ۱۹۷۵ در انگلستان، تولید شده‌است.
این خودرو در کلاس خودرو اسپورت قرار گرفته، طراحی آن خودروهای موتور وسط عقب-محور عقب بوده طول آن در حالت طبیعی ۱۷۵ اینچ (۴٬۴۴۵ میلیمتر)، عرض آن در حالت طبیعی ۶۰ اینچ (۱٬۵۲۴ میلیمتر)، ارتفاع آن در حالت طبیعی ۴۲ اینچ (۱٬۰۶۷ میلیمتر)، است.